# Sharpay Evans
Sharpay Evans es un personaje ficticio de la película High School Musical y de Sharpay's Fabulous Adventure.

## High School Musical
En la segunda parte se entera por su hermano Ryan, de que Troy y Gabriella audicionarán para el musical de invierno por lo cual se molesta y convence a Ms. Darbus de cambiar la fecha de las audiciones del musical para que coincidan con el Torneo de baloncesto y el Decatlón académico, mismos en dónde participan Troy y Gabriella.

## High School Musical 2
En High School Musical 2 espera como todos, a que el reloj suene y el verano llegue para volver a su club llamado Lava Springs y descansar con todas las "cosas fabulosas" que tiene y aprovechar para acercarse a Troy, ya que es el chico más popular del instituto, y le dice a Fullton (el encargado del hotel de sus padres) que contrate a Troy para que trabaje en Lava Springs "cueste lo que cueste". Pero Fullton también contrató a los demás Wildcats , incluida Gabriella. Sharpay, al enterarse, se puso furiosa pero no tuvo más remedio que aguantarse. Aunque cuando se enfureció de verdad fue cuando vio que Ryan preparaba a los Wildcats para participar en el concurso de talentos de Lava Springs, fue entonces cuando engañó a Troy para que cantara con ella y no con Gabriella, y afirmó que los empleados del club no podían participar.Pero al final Troy cantó con Gabriella, y Sharpay entregó a Ryan el premio ' Super Estrella ', ya que fue el que los preparó. 

## High School Musical 3: Senior Year
En High School Musical 3: Senior Year, cuando la señora Darbus (la profesora) pregunta a todos cuál es su futuro, cuando llega el turno de Sharpay, ella responde que su futuro es ser una gran estrella y tener todo , y entonces le dice a Ryan que no piense en nada más que en prepararse para el espectáculo, y que haga la pelota a Kelsi para que compusiese las mejores canciones para ellos, en vez de para Troy y Gabriella. Una chica de un instituto inglés llamada Tiara se ofrece para ser la asistenta personal de Sharpay , y ésta acepta, pero poniendo unas normas sobre su vestuario. Ryan, en vez de hacer la pelota a Kelsi, entabló una bonita relación con ella, sin informarle de ello a su hermana. Sharpay decide actuar con Troy cuando ve que Ryan actúa con Kelsi. Sharpay preparó dos actuaciones:una en la que actuaba con Troy y otra ella sola. Pero Troy quería cantar con Gabriella. Cuando Troy va a buscar a Gabriella (la cual se había ido a la universidad dos semanas antes) Sharpay está haciendo sus ejercicios de relajación, por lo que cuando Jimmie va a avisarla, ella no le presta atención. Sharpay empieza a cantar en el escenario y cuando llega la parte en la que Troy entra en escena no sale nadie, unos pocos segundos después aparece Jimmy (el sustituto de Troy) vestido de una forma extravagante. Tiara, su asistenta, en realidad lo que quería era conocer el instituto para poder actuar en el musical y mandó que le hicieran un vestido como el de Sharpay. Tiara salió y actuó cuando le tocaba a Sharpay, pero luego, en mitad de la actuación, Sharpay apareció en el escenario como una auténtica diva y logró destronar a Tiara en su actuación quedándose con todos los aplausos. 

## Sharpay's Fabulous Adventure
Sharpay Evans es cantante en el club lava spring de su padre y luego de una presentación Fabulosa junto con su cachorro boy, un representante de NY le dice que viaje a NY a ser una estrella y luego situada allá en el pent house que pretende quedarse no permiten mascotas y se va a vivir a un lugar horroroso en donde se encuentra con Peyton y se enamoran, cuando ella va al casting se da cuenta de que el papel era para su mascota y ella renuncia, pero luego de pensar y razonar en un plan un tanto egoísta, ella regresa y pretende sorprender para cuando boy gane fama ella también y conoce a Amberly Adams una persona mucho peor que la misma Sharpay y con menos GLAMOUR, al principio Amberly la utiliza como sirvienta pero luego Sharpay se da cuenta y hace que haga el ridículo y pierda a sus fanes (Amberly fracaso) y despiden a Sharpay pero luego ella regresa protagoniza el show, se vuelve famosa, y se queda con Peyton. 
- Datos: Q2296163